# Faro de Buenavista
El faro de Buenavista (también denominado faro de Punta de Buenavista) es un faro situado en la Punta de Buenavista, a 4 kilómetros de Buenavista del Norte, en la costa norte de la isla de Tenerife (Canarias, España).
Es uno de los siete faros que marcan el litoral de Tenerife, entre el faro de Punta de Teno y el faro del Puerto de la Cruz. Está gestionado por la autoridad portuaria de la provincia de Santa Cruz de Tenerife.

## Historia
Las obras del faro comenzaron entre 1990 y 1991, pero no entró en servicio hasta 1997. Dispone de un sistema de alumbrado eléctrico y tiene óptica giratoria.